# Grauwe klauwier
De grauwe klauwier (Lanius collurio) is een zangvogel die in Nederland en België in het broedseizoen verblijft. De wetenschappelijke naam van de soort werd in 1758 gepubliceerd door Carl Linnaeus. De vogel is de kleinste van de in West-Europa voorkomende klauwieren.

## Kenmerken
Deze zangvogel heeft, net als de andere klauwieren, een haaksnavel en poten met scherpe nagels. 

## Leefwijze
Hij vangt vooral grote insecten en, veel minder dan de grotere klauwieren, hagedissen, veldmuizen en kleine vogels. Hij heeft ook de gewoonte gevangen prooien als voedselvoorraad op te prikken aan doornen of prikkeldraad.
Vroeger werd de grauwe klauwier of klapekster gebruikt in de valkerij bij het invangen van roofvogels, omdat deze vogel de vangers (tobbers) waarschuwde (klapte of verklapte, vandaar 'klap'ekster) welk soort roofvogel kwam overvliegen.

## Verspreiding en leefgebied
Europa tot westelijk Siberië, westelijk Kazachstan; Turkije tot oostelijk Turkije en noordwestelijk Iran.

## Voorkomen in Nederland en Vlaanderen
De grauwe klauwier is in Nederland een schaarse broedvogel. Het aantal broedparen is sinds de jaren zeventig van de 20e eeuw achteruitgegaan. Tussen 1973 en 1977 werd het aantal paren in Nederland nog geschat op 200 tot 250, tussen 1998 en 2000 was het aantal gezakt tot 160 à 200. Sinds 2002 neemt het aantal broedparen toe in Nederland. In Vlaanderen was een kleine populatie in Belgisch Limburg. Na een korte tijd van volledige afwezigheid is er in 2012 weer een broedpaar waargenomen.  In Nederland komt de grauwe klauwier bijna uitsluitend voor als broedvogel op de zandgronden en daarin neemt Drenthe een belangrijke plaats in. De grootste populatie van de grauwe klauwier is te vinden in het Bargerveen. Vroeger broedde de grauwe klauwier ook in de Nederlandse duinen. In de jaren negentig heeft de grauwe klauwier echter dit gebied volledig verlaten. Wel zijn er in 2005 sinds jaren weer enkele broedgevallen gesignaleerd (Castricum, Vlieland). De grauwe klauwieren die in West-Europa broeden, overwinteren in het zuiden van Afrika. Ze verschijnen in april in hun broedgebied.

## Status op de rode lijst
De soort staat als bedreigd op de  Nederlandse rode lijst en als ernstig bedreigd op de Vlaamse rode lijst. De grauwe klauwier broedt alleen in gevarieerde landschappen, zoals hoogvenen en enkele kleinschalige, oude akker- en weidelandschappen. Dit zijn landschappen die nauwelijks meer in de Lage Landen zijn te vinden. Op wereldschaal is de vogel geen bedreigde soort, daarom staat de grauwe klauwier op de Rode Lijst van de IUCN als niet bedreigd.

## Naam
Volksnamen van de grauwe klauwier zijn: negendoder, bruine doorndraaier en vinkebijter.

## Afbeeldingen

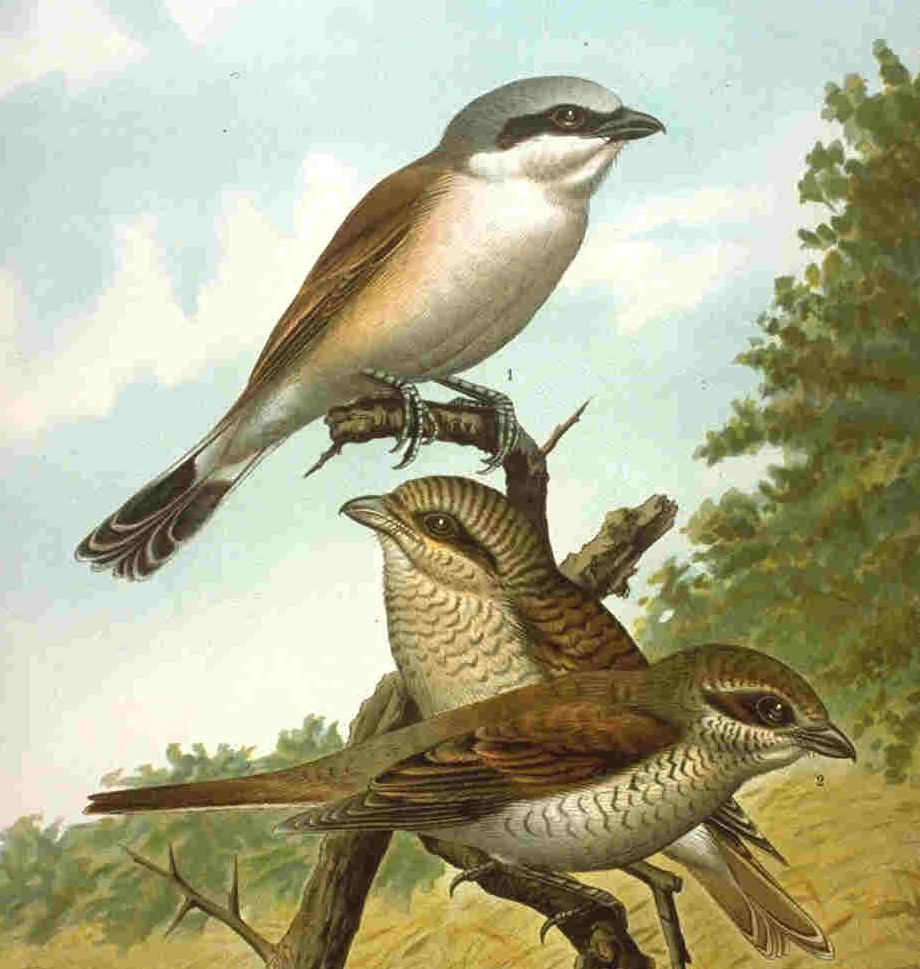
(1901), Naturgeschichte der Vögel Mitteleuropas
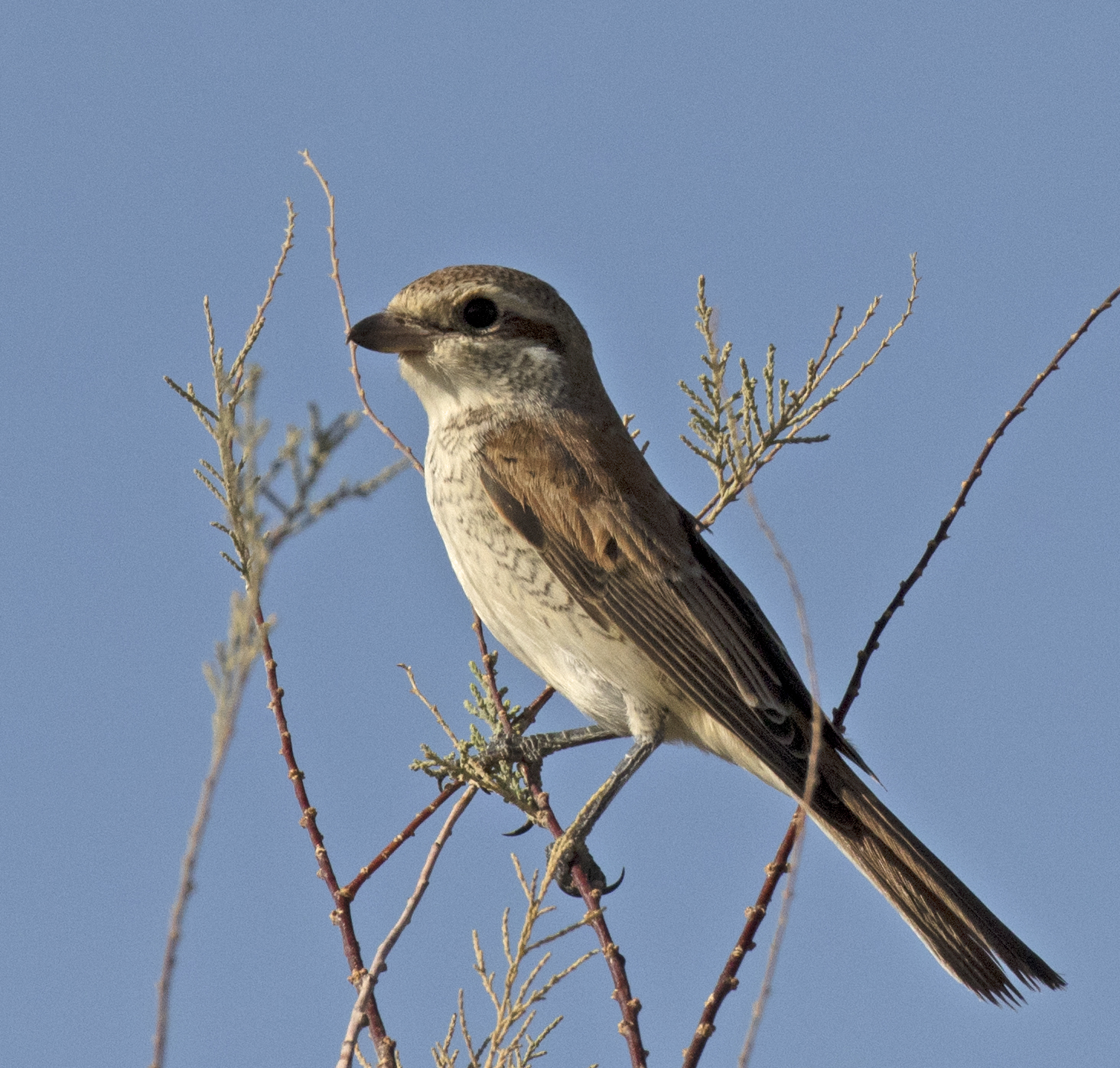
♀, vrouwtje
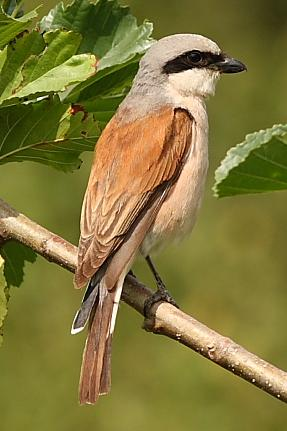
♂, mannetje
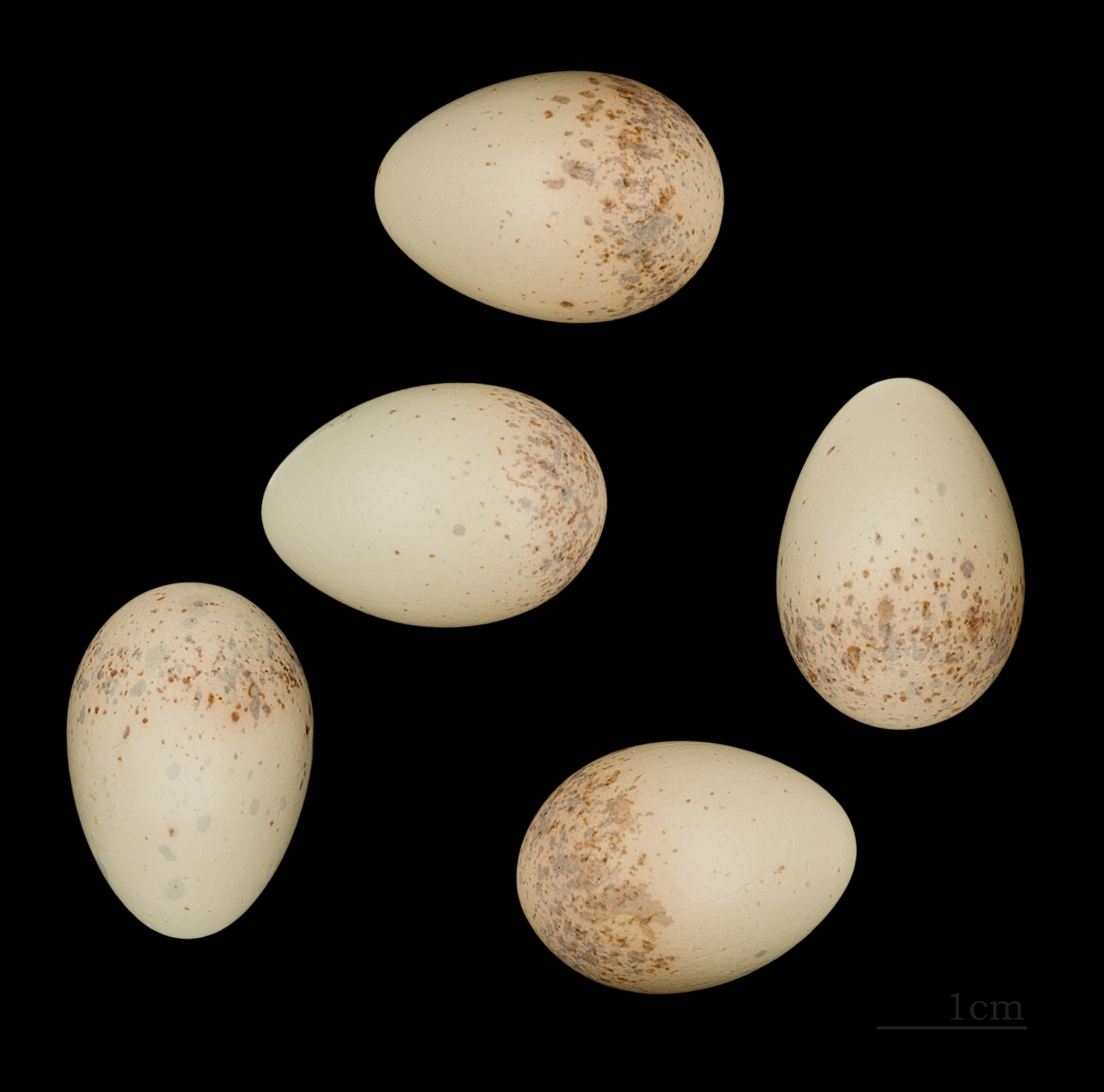
Eieren van Lanius collurio
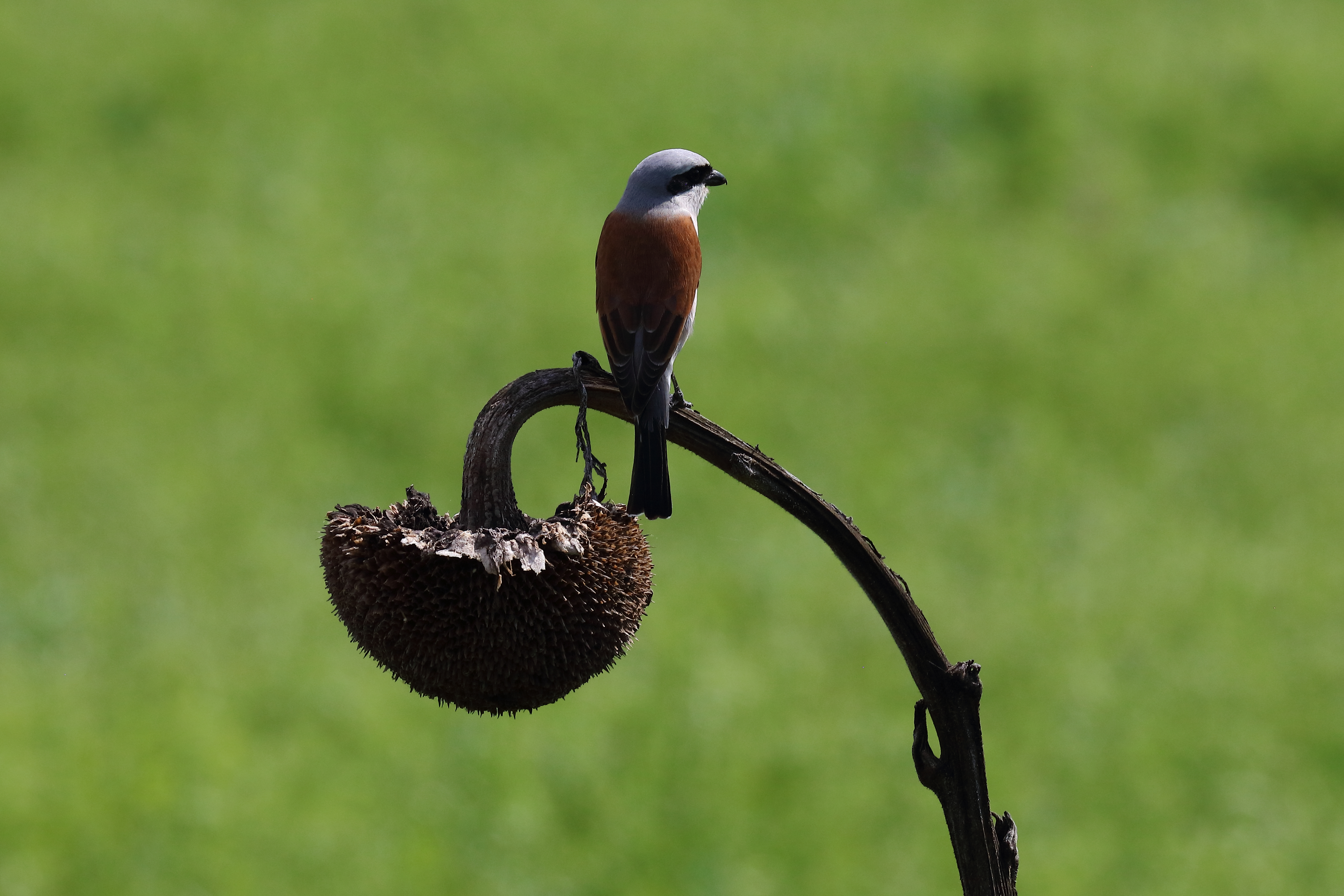
♂, mannetje bij Freiburg im Breisgau

## Video
- Diverse kleden van de grauwe klauwier
- Een grauwe klauwier verbergt zich in de struiken